# Лайош Штейнер
Лайош Штейнер (англ. Lajos Steiner, угор. Steiner Lajos; {14 червня 1903, Орадя, тепер Румунія — 22 квітня 1975, Сідней, Австралія) — угорський, а після 1939 року — австралійський шахіст. Чемпіон Угорщини (1936), чемпіон Австралії (1945, 1946/47, 1952/53, 1958/1959). Учасник низки шахових олімпіад (1931—1936) у складі команди Угорщини. Учасник міжзонального турніру в Стокгольмі (1948) — 19-е місце. Міжнародний майстер (1950). Брат шахіста Ендре Штейнера.
Найкращі результати в міжнародних турнірах:
- Відень (1923) — 4—5-е місця;
- Мерано (1924) — 6—7-е;
- Кечкемет (1927) — 2—3-є;
- Гастінґс (1927/28) — 2-е
- Брадлі-Біч (1929) — 2-е;
- Гастінґс (1932/33) — 3—4-е;
- Острава (1933) — 2—4-е;
- Будапешт (1933 і 1934) — 4-е;
- Марибор (1934) — 1—2-е;
- Відень (1935) — 1—2-е;
- Відень (1937/38) — 1-е;
- Любляна (1938) — 3—4-е;
- Карлові Вари — Маріанске-Лазне (1948) — 3-є місце.

Виграв матчі проти А. Лілієнталя — 4:2 (1934; +3, —1, =2) і Г. Ґроба — 3:1 (1935).